# مهین دیهیم
مهین دیهیم (۱۳۰۳–۱۳۸۰) (با نام تولد کبری رجائی آزاد)، گوینده، صداپیشه و هنرپیشه‌ی سینما، تئاتر و تلویزیون اهل ایران بود.

## زندگی
مهین دیهیم با نام تولد مهین رجایی در سال ۱۳۰۳ خورشیدی در تهران زاده شد. وی تحصیلات متوسطه را تا کلاس سوم ادامه داد و بیست سال بیش تر نداشت که برای نخستین بار در نمایش «تاجر ونیزی» در تئاتر فرهنگ بازی کرد. 
در تئاتر دهقان در نمایش «زورق بی صاحب»، در تئاتر فردوسی در نمایش «شعله» و در تئاتر تهران در نمایش «نی نی کوچولو» بازی کرد. در ۱۳۳۱ در نخستین فیلم سینمایی اش «اشتباه» (منصور مبینی) ظاهر شد. در همین سال در فیلم دیگری به نام «گرداب» (حسن خردمند) بازی کرد، اما با فیلم «بی‌پناه» (گرجی عبادیا) به شهرت رسید. 
او علاوه بر شیوهٔ بازیگری، به خاطر صدای گرم و پرطنینش به یکی از سرآمدان بازیگران زن دوران خود تبدیل شد و برای بازی در نمایش‌های رادیویی دعوت شد و در ۱۳۳۵ به رادیو رفت. بعدها در برنامه‌های «شما و رادیو» در صبح‌های جمعه و همچنین در «جمعه بازار» و «رادیو تعطیلی» فعالیت خود را گسترش داد. 
همچنین او از اولین نسل گویندگان دوبلاژ ایران بود که فعالیتهایش را در زمینه دوبله تا چند دهه و با موفقیت ادامه داد. پس از بی‌پناه در سه فیلم دیگر گرجی عبادیا، «دست تقدیر»، «فرشته فراری» و «دختر ساری» بازی کرد. 
در دههٔ ۱۳۴۰ دیهیم به تدریج از سینما فاصله گرفت و فقط نقش‌های کوچکی بازی کرد و آخرین فیلم او در این دهه «آلونک» (ماردوک الخاص. ۱۳۴۷) بود. بعدها به دعوت بهرام بیضایی نقش کوتاهی در چریکه تارا بر عهده گرفت. 
دیهیم پس از انقلاب ۵۷ عمدهٔ فعالیتش را در رادیو متمرکز کرد و در مجموعه‌هایی چون «مثل یک گل بهار»، «پاییز عشق» و «آرایشگاه زیبا» بازی کرد. بیماری دیابت در سال‌های پایانی، تقریباً خانه‌نشین اش کرده بود. وی در ۸ مهر ۱۳۸۰ در سن ۷۷ سالگی بر اثر بیماری دیابت و کهولت سن درگذشت.

## گزیدهٔ آثار

### سینمایی
1. چریکه تارا (۱۳۵۷)
2. آلونک (۱۳۴۷)
3. قدرت عشق (۱۳۴۷)
4. فراری (۱۳۴۶)
5. گنج و رنج (۱۳۴۶)
6. هارون و قارون (۱۳۴۶)
7. اعتراف (۱۳۴۵)
8. ایستگاه ترن (۱۳۴۵)
9. پسر دهاتی (۱۳۴۵)
10. دو انسان (۱۳۴۵)
11. مرد و نامرد (۱۳۴۵)
12. جدال به خاطر عشق (۱۳۴۲)
13. دختر ساری (۱۳۴۲)
14. فرار (۱۳۴۲)
15. دختران حوا (۱۳۴۰)
16. سایه سرنوشت (۱۳۴۰)
17. پیمان (۱۳۳۹)
18. فرشته فراری (۱۳۳۹)
19. افسانه شمال (۱۳۳۸)
20. پیمان دوستی (۱۳۳۸)
21. چک یک میلیون تومانی (۱۳۳۸)
22. دست تقدیر (۱۳۳۸)
23. روزنه امید (۱۳۳۸)
24. بوسه مادر (۱۳۳۵)
25. پایان رنج‌ها (۱۳۳۴)
26. دزد بندر (۱۳۳۴)
27. فرزند گمراه (۱۳۳۴)
28. تقدیر چنین بود (۱۳۳۳)
29. سرنوشت در را می‌کوبد (۱۳۳۳)
30. بی‌پناه (۱۳۳۲)
31. گرداب (۱۳۳۲)
32. اشتباه (۱۳۳۱)

### مجموعه تلویزیونی
| سال  | نام                      | سمت     | کارگردان                         | توضیحات                          |
| ---- | ------------------------ | ------- | -------------------------------- | -------------------------------- |
| ۱۳۷۰ | تله‌فیلم پاییز عشق        | بازیگر  | مجتبی حسینی                      | شبکهٔ ۲                           |
| ۱۳۷۰ | این خانه دور است         | بازیگر  | بیژن بیرنگ مسعود رسام            | شبکه ۲                           |
| ۱۳۶۷ | بوی خوش آشنایی           | بازیگر  | سعید شریفیان                     | کاری از گروه شاهد شبکهٔ ۱         |
| ۱۳۶۹ | آرایشگاه زیبا            | بازیگر  | مرضیه برومند                     | شبکه ۲                           |
| ۱۳۶۴ | روایت عشق                | بازیگر  | علاءالدین رحیمی انوشیروان ارجمند | شبکه ۱                           |
| ۱۳۶۴ | تله‌تئاتر «آسانسور»       | بازیگر  | رسول نجفیان                      | کارگردان تلویزیونی: «گیتی جوادی» |
| ۱۳۶۳ | تله‌تئاتر «با یک گل بهار» | بازیگر  | حسین پناهی                       | شبکه ۱                           |
| ۱۳۶۲ | مجموعهٔ عروسکی «نخودی»    | صداپیشه | -                                | در نقش «بی‌بی»                    |
| ۱۳۶۰ | نهضت سوادآموزی           | بازیگر  | محمد اوزی                        |                                  |
| ۱۳۵۶ | لحظه                     | بازیگر  | محمد صالح‌علا                     |                                  |

### نمایش‌ها
- نی نی کوچولو
- شعله
- زورق بی صاحب
- تاجر ونیزی